# Palácio Cruz e Sousa

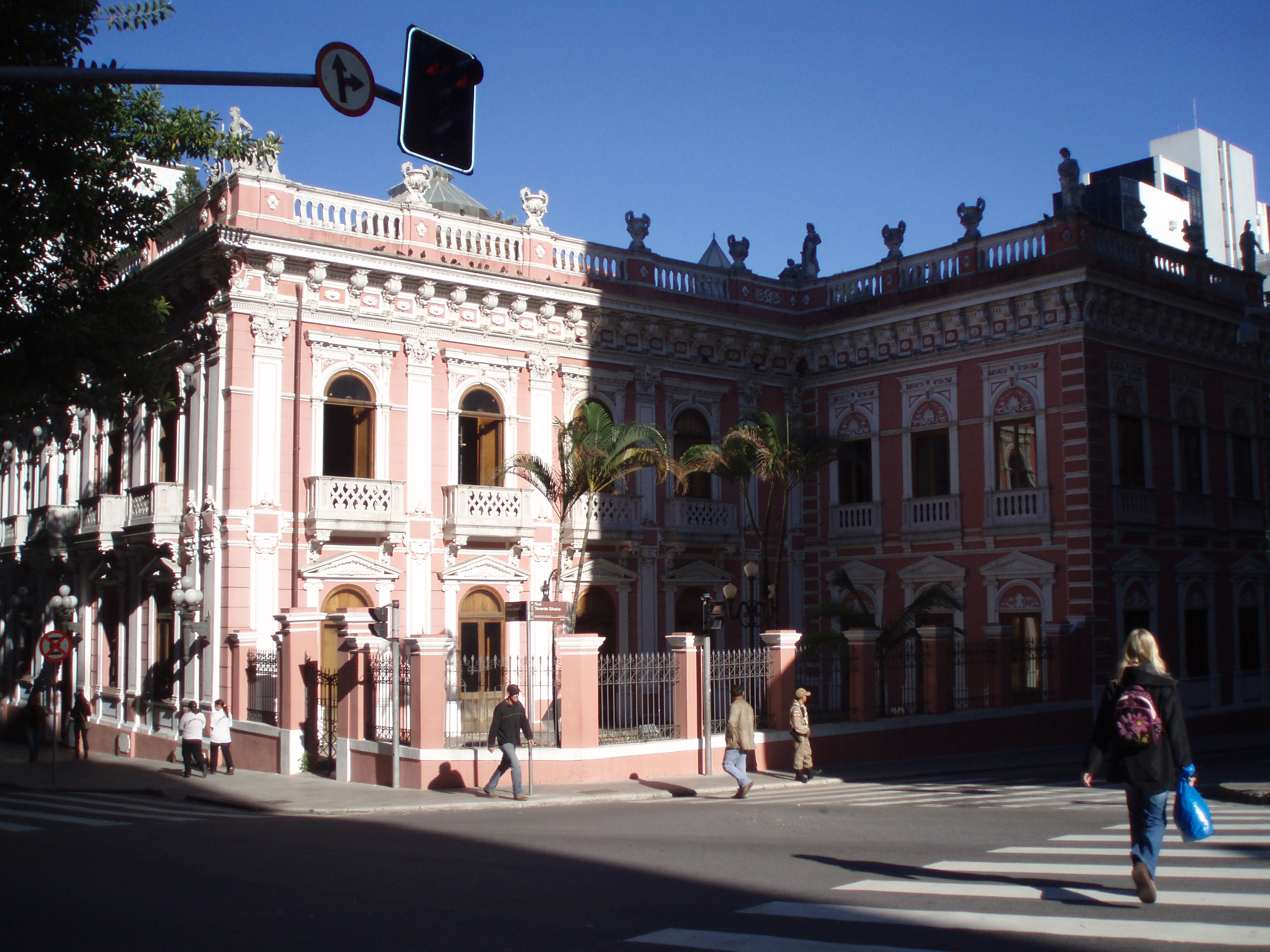
Vista do Palácio da esquina entre as ruas Ten. Silveira e Arcipreste Paiva

O Palácio Cruz e Sousa, antigo Palácio Rosado, é a sede do Museu Histórico de Santa Catarina (MHSC) desde 1986, e está localizado no Centro de Florianópolis, no estado de Santa Catarina, em frente à principal praça da cidade, a Praça XV de Novembro, tendo servido como Palácio do Governo do Estado.

## A história
Em meados do século XVIII, época em que foi criada a Capitania de Santa Catarina e nomeado seu primeiro governador, o brigadeiro José da Silva Paes, foi também construído junto à praça da Vila de Desterro um prédio de três seções e dois pavimentos para ser a nova "Casa de Governo". Durante mais de um século, o palácio passou por diversas modificações, até que na mudança republicana uma grande reforma (1894–1898) foi realizada, adquirindo as características arquitetônicas preservadas até o presente.

### Momentos
Nele nasceram figuras ilustres, como o historiador Afonso d'Escragnolle Taunay, filho do Visconde de Taunay, ex-presidente da província (1876 — 1877), e o ex-governador Aderbal Ramos da Silva (1947 — 1951). Além dos bailes ali realizados e outras solenidades, o palácio recebeu visitas ilustres, como D. Pedro I em (1826) e D. Pedro II em (1845 e 1865).
O palácio foi palco de episódio dramático em função da Revolução Federalista quando, em 1891, foi tomado de assalto por revolucionários que se colocaram contra a política de Floriano Peixoto em Santa Catarina, o vice-presidente em exercício na época.
Em frente ao palácio ocorreu uma grande manifestação contra o regime militar em 1979, que ficou conhecido como Novembrada. 

### A arquitetura

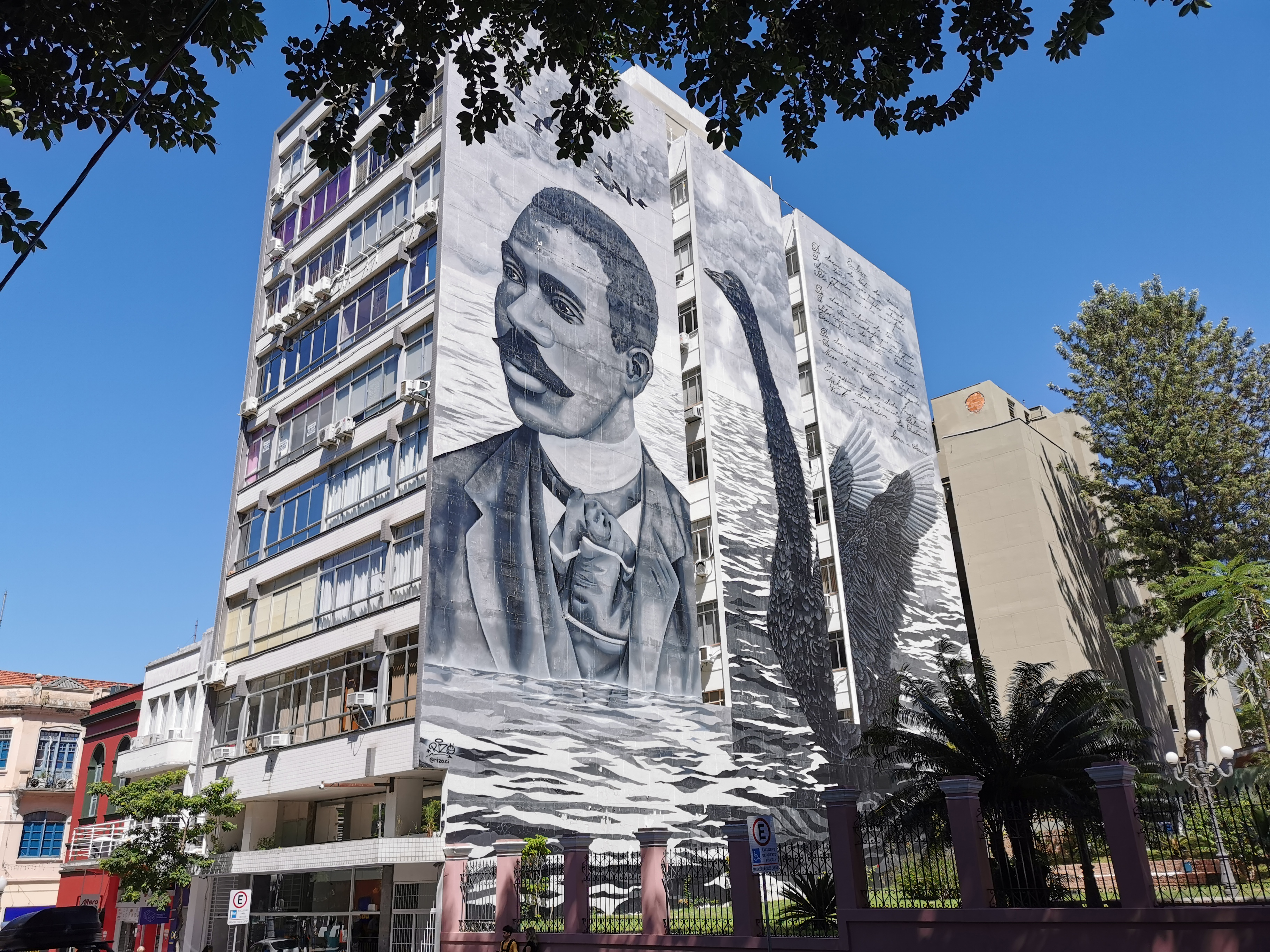
O poeta simbolista Cruz e Sousa foi homenageiado com este mural, em um prédio contiguo ao Palácio.

Entre 1894 e 1898, no governo de Hercílio Luz, o prédio foi reformado, perdendo, a partir de então, as características coloniais originais e assumindo linguagem eclética, repleta de elementos decorativos.
Dez estátuas alegóricas esculpidas pelo artista italiano Gabriel Sielva ornamentam a parte externa do prédio, coroando as platibandas. Entre elas, a padroeira do estado, Santa Catarina; a ninfa evocativa dos mares, Anfitrite; e o deus mitológico Mercúrio, compondo com duas barricas, alegoria alusiva ao comércio e à indústria catarinenses, respectivamente, sendo o último localizado no alto da fachada lateral, à direita. Os ladrilhos da calçada à frente do palácio foram importados e assentados no ano de 1910.
Dentro do palácio destaca-se a majestosa escadaria, com sua balaustrada e balcões em mármore de Carrara, peças trabalhadas na Itália. Estátuas em bronze de cavaleiros medievais e um belo vitral art-nouveau enriquecem a decoração. No teto, acima da escadaria, há uma homenagem aos municípios mais antigos da Província de Santa Catarina: florões com os nomes de Palhoça, São José e Santo Amaro da Imperatriz. 

### O tombamento
O palácio, tombado pelo estado e pelo município, deixou de sediar o gabinete do governador do estado em 1984. O tombamento aconteceu sob o Decreto nº 21.326 de 26 de janeiro de 1984.  Foi restaurado em 1977, em 1984 e 2005. Em 1979, passou a ser denominado Palácio Cruz e Sousa, em homenagem ao grande poeta catarinense Cruz e Sousa.

## O Museu
O Palácio Cruz e Sousa abriga o Museu Histórico de Santa Catarina (MHSC) desde 1986.

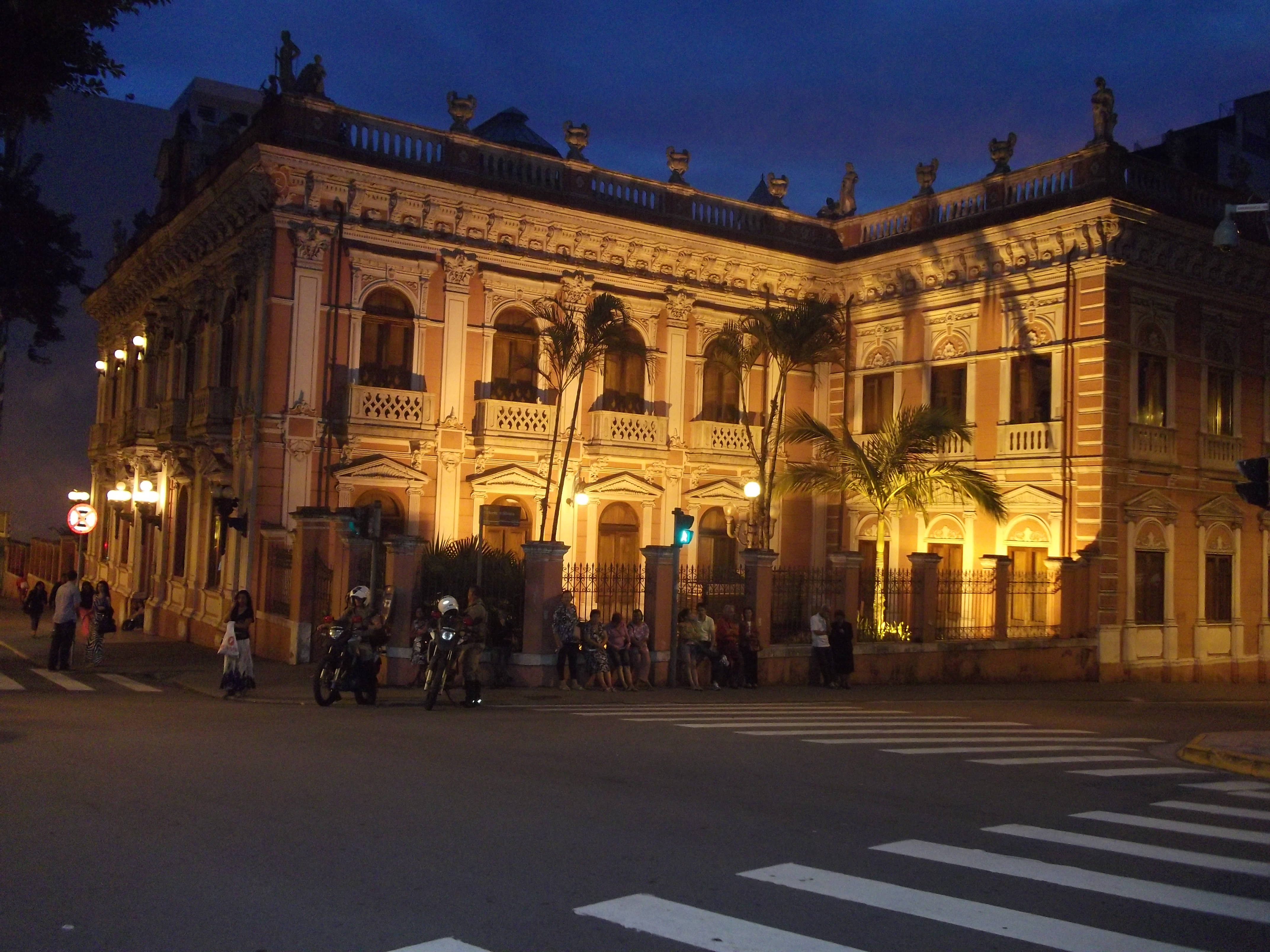
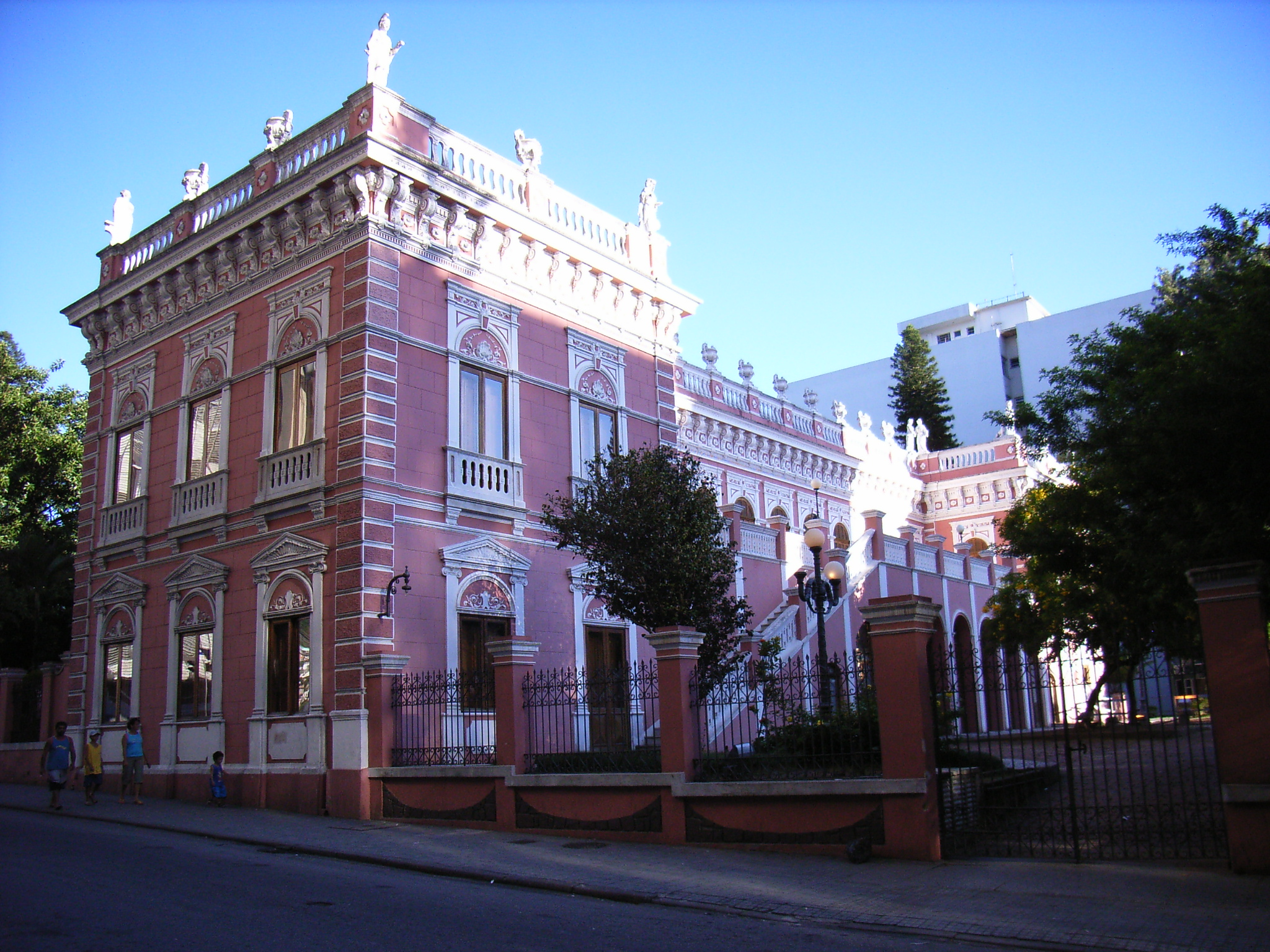
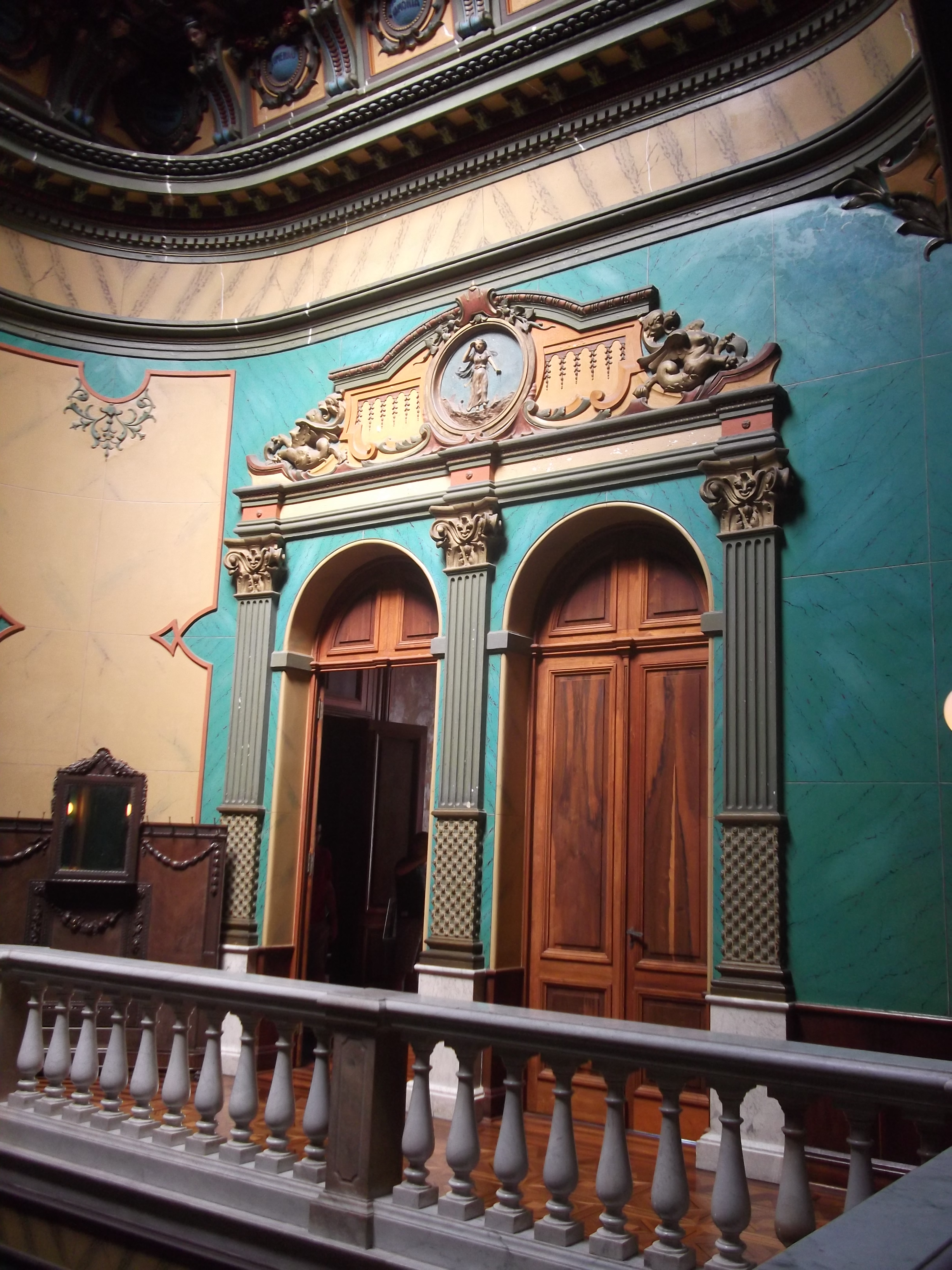
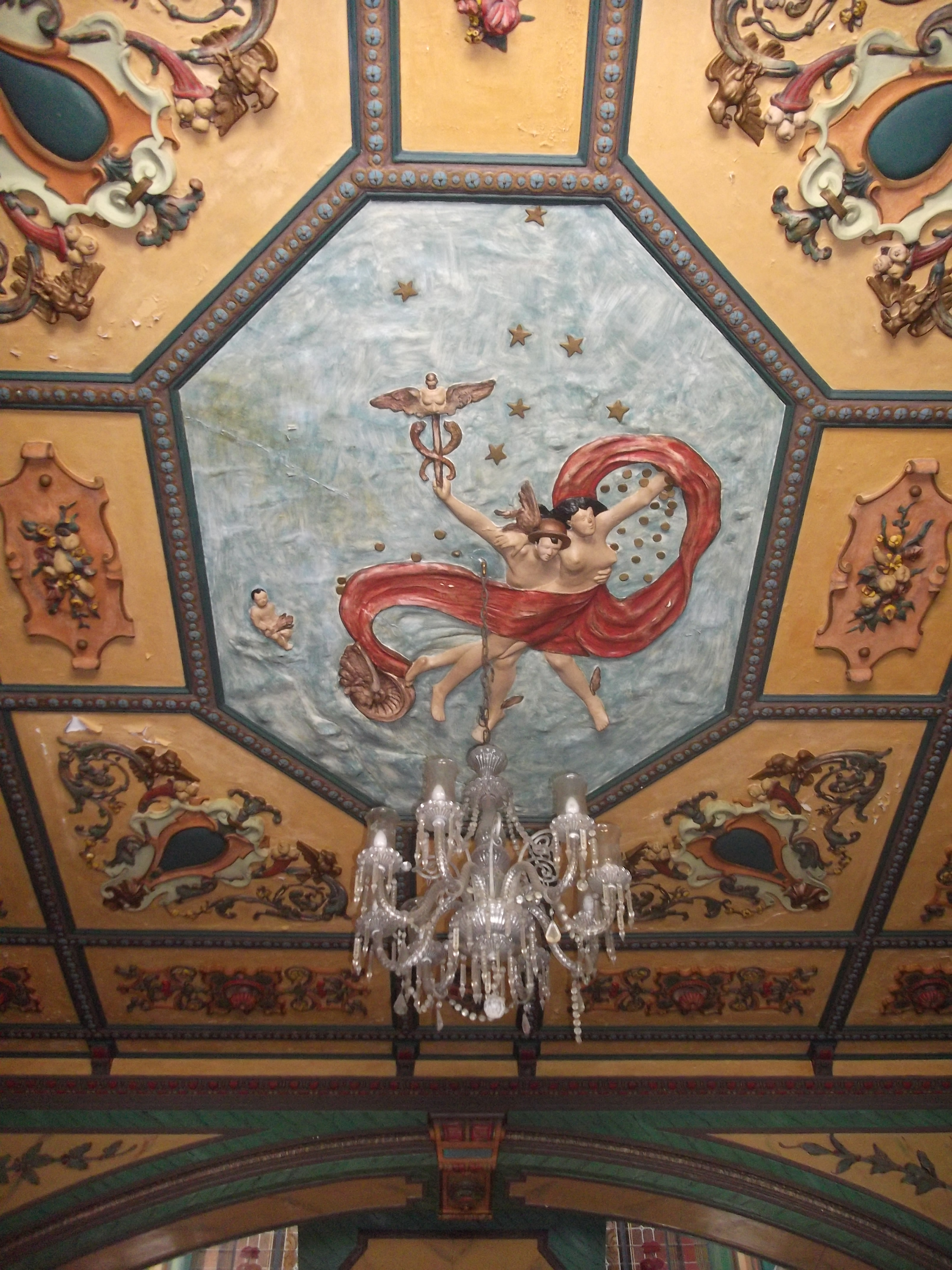
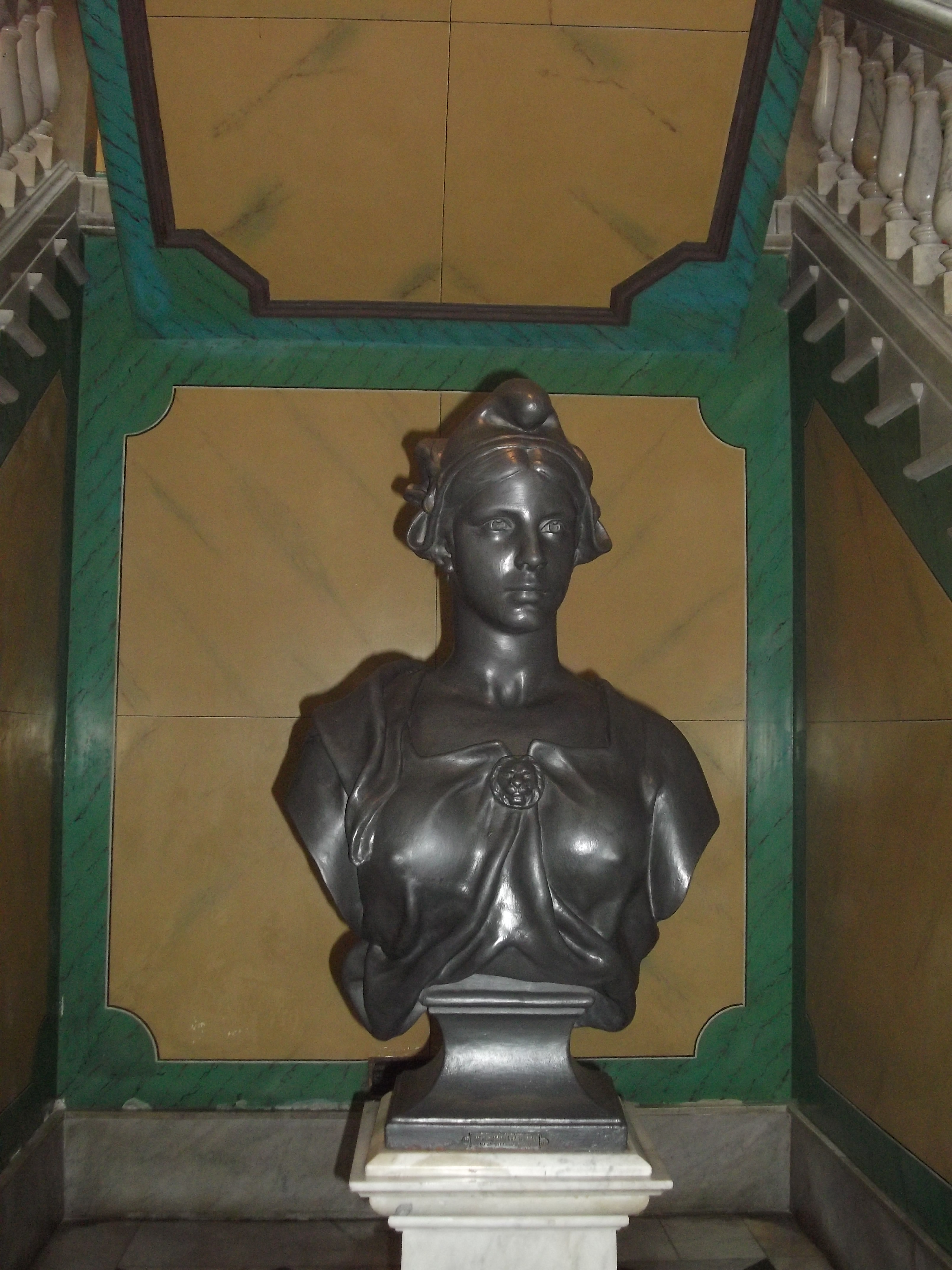
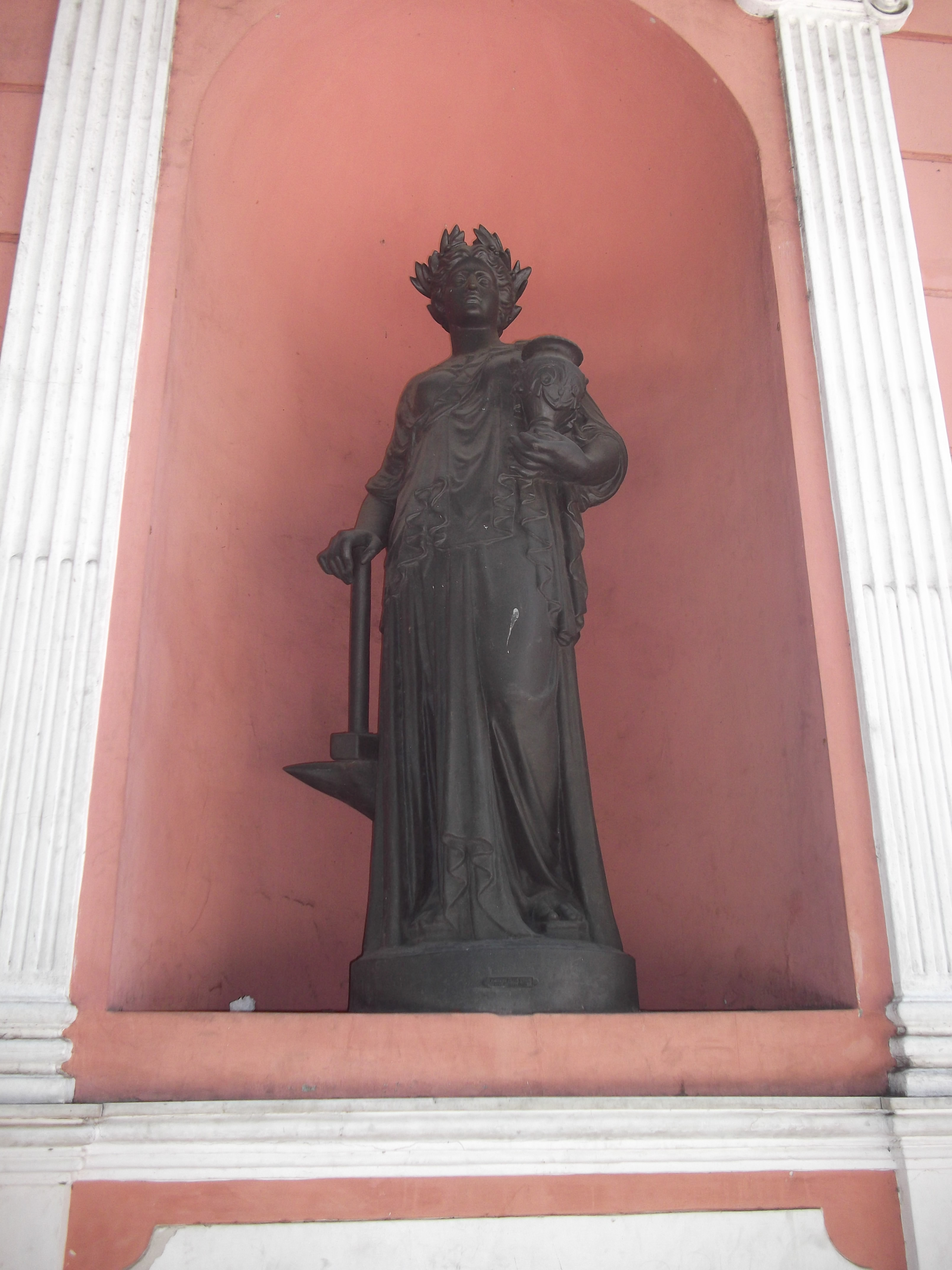